# Exhibition of the Industry of All Nations
Die Exhibition of the Industry of All Nations fand in New York in den Jahren 1853 und 1854 statt. Sie war am Vorbild der erfolgreichen ersten Weltausstellung, der Great Exhibition in London 1851 orientiert und verfügte ebenfalls über einen Crystal Palace als Ausstellungsgebäude.
Präsident des Ausstellungskomitees war der Schifffahrtsunternehmer und Bürgermeister Jacob Aaron Westervelt. Ausstellungsort war der heutige Bryant Park. Das dem Londoner Crystal Palace sehr ähnliche Ausstellungsgebäude war ein Werk des deutschen Architekten Karl Gildemeister und des Dänen Georg Carstensen. 
Präsident Franklin Pierce eröffnete das Gebäude und die Ausstellung am 14. Juli 1853. Walt Whitman publizierte dazu ein enthusiastisches Gedicht. Etwa viertausend Aussteller präsentierten Industrie- und Konsumgüter sowie kunstgewerbliche Objekte. Die Ausstellung dauerte bis zum 1. November 1854 und zählte mehr als eine Million Besucher. Sie stimulierte in bedeutendem Maße den Fremdenverkehr, insbesondere auch den Hotelbau, schloss aber dennoch mit einem Minus von 300.000 Dollar ab. In der Ausstellung demonstrierte unter anderem 1854 Elisha Graves Otis das Funktionieren seines Sicherheitsaufzugs. David Alter zeigte eine Methode der Produktion von Bromsalz. Aufmerksamkeit erregte ein Quadracycle, ein pedalgetriebenes vierrädriges Fahrzeug von Willard Sawyer.
Der New Yorker Crystal Palace fiel am 5. Oktober 1858 einem Großbrand zum Opfer.